# شطف (كيمياء)
الشطف في الكيمياء في التحليل الكيميائي وفي الكيمياء العضوية هي عملية استخراج مادة من مادة أخرى عن طريق الغسيل بسائل مذيب؛ مثل غسل راتينج تبادل أيوني لإزالة الأيونات منه.

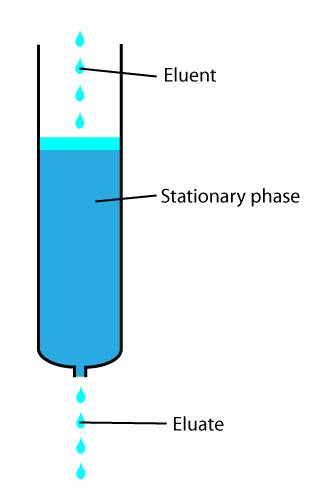
عمود كروماتوغرافي

في التحليل الكروماتوغرافي (وهو تحليل يعتمد على فصل المواد والتعرف عليها من ألوانها)، تكون الحليلة مدمصة عادة أو مرتبطة على جزيئات سائل، ويسمى السائل في تلك الحالة مازة. تتم عملية فصل المادة الممتزة (المدمصة) عن جزيئات المازة في جهاز استشراب liquid chromatography column.
نشأت فكرة التحليل الاستشرابي على يد عالم النبات الروسي «تسويت» في عام 1901 عندما حاول فصل الصبغات النباتية الملونة من عصارات أوراق النباتات. فقد صبها في أنبوب طويل يحتوي على السيليكا فتوزعت جزيئات الأصباغ المختلفة على ارتفاعات مختلفة في عمود السيليكا، ولهذا أسماها الكروماتوجرافي (كلمة chroma باللغة اللاتينية معناها لون وgrapheinتعني الكتابة، بمعنى التحليل اللوني). أصبحت هذه الطريقة تتبع الآن بنجاح في فصل جميع المواد غير الملونة من مخاليطها سواء الصلبة أو السائلة أو الغازية.
في عمود الاستشراب تكون المادة المازة عادة على هيئة مسحوق وتوجد بدءا في حالة تسمى الحالة الثابتة  stationary phase. وطبقا لخصائص المسحوق تكون له ألفة كيميائية للإمساك بنوع من الجزيئات مكونا طبقة رقيقة على أسطح جزيئاته ولفظ جزيئات أخرى قد تكون على أسطح حبيباته. وعندما نقوم بعملية شطف للمسحوق نقوم بإضافة مذيب eluent في عمود الاستشراب. وأثناء مرور جزيئات المذيب في عمود الاستشراب فإما تمر بالمادة الممتزة (المطلوب لفظها) من دون تغير أو أن جزيئاته تحل محل المادة الممتزة (تلك الحالة تسمى في الاستشراب «حالة الحركة» ، حيث يحدث لفظ للجزيئات الممتزة وتحل محلها جزيئات ممتزة أخرى من المذيب على أسطح حبيبات المازة). وبعد أن تحل جزيئات المذيب محل المادة المدمصة وتأخذ مكانها فإن جزيئات المادة المدمصة Eluate تخرج من عمود الاستشراب مع بعض من المذيب من أسفل ويمكن تحليلها (أنظر الشكل).
ولهذا فبعد مرور طور الحركة (انتقال جزيئات المذيب إلى المازة وطرد المادة الممتزة منها) عبر عمود الاستشراب فهو يمر عادة بمكشاف يتعرف عليه أو يجمع في قارورة لتحليله.
يمكن تخيل أننا بعد عملية غسل ملابس بالصابون نقوم بعملية شطفه بالماء عدة مرات. هذا الشطف يزيح الصابون من الملابس. وبتكرار عملية الشطف بماء جديد تخلو الملابس من الصابون تماما.
من مهام عمود الاستشراب هي معرفة مقدار عملية الشطف.

## متوالية المذيبات
متوالية المذيبات هي قائمة ترتب المذيبات بحسب قوتها على الإذابة، بمعنى قدرتها على استخلاص المادة المطلوب دراستها (حليلة) من مادة أخرى تكون عالقة عليها. وهذا يحدث عندما يدمص المذيب في الحالة الساكنة طاردا الحليلة.
تلك المتتالية تساعد على اختيار المذيب المناسب للاستخراج الاستشرابي لمركبات كيميائية. وفي العادة تبدأ تلك المتتالية بمذيبات غير قطبية مثل الهكسان وتنتهي بمذيبات قطبية مثل المثانول أو الماء. ويعتمد ترتيب المذيبات في المتتالية على الحالة الثابتة
stationary phase للاستشراب وكذلك على نوع العينة ة المراد تحليلها (الحليلة).
| قوة الإذابة (أقل قوة -> أكبر قوة) | قوة الإذابة (أقل قوة -> أكبر قوة) | قوة الإذابة (أقل قوة -> أكبر قوة) | قوة الإذابة (أقل قوة -> أكبر قوة) | قوة الإذابة (أقل قوة -> أكبر قوة) | قوة الإذابة (أقل قوة -> أكبر قوة) | قوة الإذابة (أقل قوة -> أكبر قوة) | قوة الإذابة (أقل قوة -> أكبر قوة) | قوة الإذابة (أقل قوة -> أكبر قوة) | قوة الإذابة (أقل قوة -> أكبر قوة) | قوة الإذابة (أقل قوة -> أكبر قوة) | قوة الإذابة (أقل قوة -> أكبر قوة) | قوة الإذابة (أقل قوة -> أكبر قوة) |
| --------------------------------- | --------------------------------- | --------------------------------- | --------------------------------- | --------------------------------- | --------------------------------- | --------------------------------- | --------------------------------- | --------------------------------- | --------------------------------- | --------------------------------- | --------------------------------- | --------------------------------- |
| هكسان أو بنتان                    | حلقي الهكسان                      | البنزين                           | كلوروفورم                         | إستر (لامائي)                     | أسيتات الأسيتون (لامائي)          | أسيتون (لامائي)                   | إيثانول                           | ميثانول                           | الماء                             | بيريدين                           | حمض الخليك                        |                                   |

## الوسط الحامل Eluent
هو مذيب أو الوسط الحامل في الحالة الحركية في جهاز الاستشراب، حيث ينقل العينة (الحليلة) المطلوب تحليلها خلال عمود الجهاز. في جهاز الاستشراب السائل
liquid chromatography، يكون الوسط الحامل مذيب سائل ; أما في جهاز الاستشراب الغازي gas chromatography، فيكون الوسط الحامل غازا.

## مستخرج
المستخرج Eluate هي المادة الحليلة التي تخرج من عمود الاستشراب، وتكون مخلوطة بشيء من المذيب. أي أنها محلول يحتوي على المادة المراد دراستها.

## اقرأ أيضًا
- استشراب
- ذوبان
- ادمصاص